# Víctor Manuel
Pour l’article ayant un titre homophone, voir Victor Manuelle.
Víctor Manuel San José Sánchez, mieux connu comme Víctor Manuel, est un chanteur espagnol né le 7 juillet 1947 à Mieres del Camino, dans les Asturies.

## Biographie
Il est marié depuis 1972 à l'actrice et chanteuse espagnole Ana Belén. Ils représentent à deux l'un des symboles de la transition démocratique espagnole.
En 2022, Víctor Manuel reçoit la Médaille d'or du mérite des beaux-arts, décernée par le Ministère de l'Éducation, de la Culture et des Sports espagnol.

## Discographie
- Mucho/Tus cosas
- Un gran hombre/Lejano, lejano
- Y Sorrento empezó/El pueblo/Mi música eres tú/No te lo crees ni tú
- Primer disco/Por caridad/Ninette/Y sin embargo (1966)
- El tren de madera/El cobarde (1968)
- El mendigo/La romería
- El abuelo Vítor/Paxarinos
- En el portalín de piedra/Ya se escuchan las panderetas (1969)
- Víctor Manuel (1970)
- Quiero abrazarte tanto (1970)
- Dame la mano (1971)
- BSO "Al diablo con amor" (Ana Belén y Víctor Manuel) (1972)
- Víctor Manuel (editado en México) (1973)
- Verde (canciones populares asturianas) (1973)
- Todos tenemos un precio (1974)
- Cómicos (1975)
- Víctor Manuel en Directo (1976)
- Diez (1977)
- Spanien (editado en la RDA) (1977)
- Canto para todos (1978)
- Soy un corazón tendido al sol (1978)
- Luna (1979)
- Ay amor (1981)
- Por el camino (1982)
- Víctor y Ana en vivo (Ana Belén y Víctor Manuel) (1982)
- El lanzador de cuchillos (1984)
- En directo (1985)
- Siempre hay tiempo (1986)
- Qué te puedo dar (1988)
- Tiempo de cerezas (1989)
- El delicado olor de las violetas (1990)
- A dónde irán los besos (1993)
- Mucho más que dos (Ana Belén et Víctor Manuel) (1994)
- Sin memoria (1996)
- Cada uno es como es (1999)
- Vivir para cantarlo (temas antiguos et directo con arreglos orquestales) (1999)
- El hijo del ferroviario (2001)
- Dos en la carretera (Ana Belén et Víctor Manuel) (2001)
- El perro del garaje (2004)
- Una canción me trajo aquí (Ana Belén et Víctor Manuel) (2006)

autres
- En Blanco y Negro (Pablo Milanés et Víctor Manuel) (1995)
- El gusto es nuestro (Ana Belén, Víctor Manuel, Miguel Ríos et Joan Manuel Serrat)
- Concierto del Día de Asturias (Nuberu, Tejedor, Mari Luz Cristóbal y Víctor Manuel. dirigé par Ramón Prada) (2002)
- Neruda en el corazón (plusieurs artistes)